# Anna Zeidler-Janiszewska
Anna Magdalena Zeidler-Janiszewska (ur. 1 stycznia 1951 w Poznaniu, zm. 26 lipca 2017 w Warszawie) – polska filozofka i kulturoznawczyni.

## Życiorys
Córka Franciszka i Danuty. Ukończyła studia w zakresie filologii polskiej. Doktoryzowała się w zakresie filozofii. Pracowała w Zakładzie Logiki i Metodologii Nauk Instytutu Filozofii na Uniwersytecie im. Adama Mickiewicza w Poznaniu. W Instytucie Kulturoznawstwa tego uniwersytetu uzyskała tytuł naukowy profesora. Pracowała też w Instytucie Teorii Literatury, Teatru i Sztuk Audiowizualnych w Uniwersytecie Łódzkim oraz równolegle w warszawskim Instytucie Kultury, następnie związana wyłącznie z Instytutem Kultury i Komunikowania Szkoły Wyższej Psychologii Społecznej w Warszawie, którego była kierowniczką.
Do jej głównych zainteresowań należały: estetyka, sztuka współczesna, filozofia kultury i metodologia humanistyki.
Była wiceprzewodniczącą Komitetu Nauk o Kulturze PAN. Przewodniczyła Radzie Redakcyjnej Kultury Współczesnej. Była członkinią zespołu redakcyjnego Przeglądu Kulturoznawczego oraz członkinią Collegium Invisibile.
Została członkiem Centralnej Komisji do Spraw Stopni i Tytułów na kadencję 2017–2020.
Była autorką kilku książek, redaktorką ponad dwudziestu prac zbiorowych. Opublikowała przeszło 150 artykułów i recenzji.
Zmarła 26 lipca 2017 w Warszawie. Została pochowana na Cmentarzu Junikowo w Poznaniu.

## Wybrane publikacje
Autorka:
- Antynaturalistyczny program badań nad sztuka i jego współczesne kontynuacje, Poznań 1983
- Sztuka, mit, hermeneutyka, Warszawa 1988
- Między melancholią a żałobą, Warszawa 1996
- (z Zygmuntem Baumanem i Romanem Kubickim) Życie w kontekstach: rozmowy o tym, co za nami i o tym, co przed nami, Warszawa wyd I: 2007, wyd II: 2009, ISBN 978-83-61408-77-2

Redaktorka prac zbiorowych:
- „Drobne rysy w ciągłej katastrofie…” Obecność Waltera Benjamina w kulturze współczesnej, Warszawa 1993, Wydawnictwo Instytutu Kultury
- Pisanie miasta – czytanie miasta, Poznań 1997
- (z Janem Stanisławem Wojciechowskim) Formy estetyzacji przestrzeni publicznej, Poznań 1998, Instytut Kultury
- (z Ryszardem Nyczem) Nowoczesność jako doświadczenie. Dyscypliny, paradygmaty, dyskursy, Warszawa 2008
- (z Ryszardem Kluszczyńskim) Perspektywy badań nad kulturą, Łódź 2008
- (z Tomaszem Majewskim i Mają Wójcik) Pamięć Shoah. Kulturowe reprezentacje i praktyki upamiętnienia, Łódź 2009